# 亞歷山德里夫卡 (巴爾溫科韋市鎮)
48°53′37″N 37°10′39″E / 48.89361°N 37.17750°E
亞歷山德里夫卡（烏克蘭語：Олександрівка）是位於烏克蘭東部的村莊，由哈爾科夫州伊久姆區巴爾溫科韋市鎮的胡薩里夫卡村委會負責管轄。該村始建於1923年，面積0.1平方公里，海拔高度113米，2001年人口54，人口密度每平方公里540人。